# 小行星16998
小行星16998（16998 Estelleweber）是一颗绕太阳运转的小行星，为主小行星带小行星。该小行星于1999年2月10日发现。

## 轨道参数
小行星16998的轨道半长轴为2.2588471 UA，离心率为0.045。